# Storia di noi due
Storia di noi due (The Story of Us) è un film del 1999 diretto da Rob Reiner.
È una commedia romantica con protagonisti Bruce Willis e Michelle Pfeiffer.

## Trama
Ben e Kate sono sposati da 15 anni. Lui è uno scrittore che vive alla giornata, un padre divertente che fa della disorganizzazione il suo stile di vita. Lei un'editrice, attenta e precisa nel lavoro come in famiglia. I loro due figli, Josh ed Erin, sono l'unico elemento che li tiene insieme: approfittando del campeggio estivo si separano per un paio di settimane. Sarà il test per ripercorrere la loro storia fatta di momenti belli e brutti, di gioia e dolore. Ma il risultato è che lei vuole il divorzio. Lui vorrebbe avere un'altra chance, non vuole sprecare tutto e i due sembrano riavvicinarsi ma non appena passano un po' di tempo insieme i fastidi reciproci prendono il sopravvento, rendendo evidente come la soluzione sia irrevocabile. Attenderanno dunque il ritorno dei figli per comunicare la notizia. Ma forse non tutto è perduto.